# Коринф
Кори́нф (греч. Κόρινθος, Коринтос) — современный город на Коринфском перешейке, соединяющем материковую Грецию и полуостров Пелопоннес; с запада перешеек омывается водами Коринфского залива, с востока — заливом Сароникосом. Город находится в 78 километрах к юго-западу от Афин; является административным центром одноимённой общины (дима) и периферийной единицы Коринфии в периферии Пелопоннес. Население 30 176 жителей по переписи 2011 года. Является третьим по населению городом Пелопоннеса после Патр и Каламаты. Площадь 17,652 км².
Современный Коринф основан в 1818 году в 6 км к северо-востоку от древнего города и восстановлен после землетрясений 1858 и 1928 годов; к северо-востоку от современного города проложен Коринфский канал (построен 1881—1893; длина — 6,3 км, ширина — 22 м, глубина — 8 м), выходящий в залив Сароникос близ города Истмии.

## История

### Доисторическая эпоха
Поселение появилось в неолите, около 6000 года до н. э. Согласно мифам, город был основан Коринфом, потомком солнечного бога Гелиоса, или Эфирой, дочерью титана Океана, так как в древности город носил и её имя. Существуют археологические свидетельства разграбления находившегося здесь поселения на рубеже III—II тысячелетий до н. э.
Название города происходит из догреческого пеласгийского языка. Вероятно, что в бронзовом веке здесь находился один из городов микенской цивилизации, подобный Микенам, Тиринфу или Пилосу. Мифическим основателем династии древних царей Коринфа (также иногда и города) считается Сизиф. Здесь предводитель аргонавтов Ясон бросил Медею. Коринфяне участвовали под предводительством Агамемнона в Троянской войне.
На закате микенской эпохи дорийцы пытались завладеть Коринфом, и со второй попытки им это удалось, когда перейдя Коринфский залив у Антириона, их предводитель Алет вошёл в город с юга.

### Архаическая и Классическая эпохи

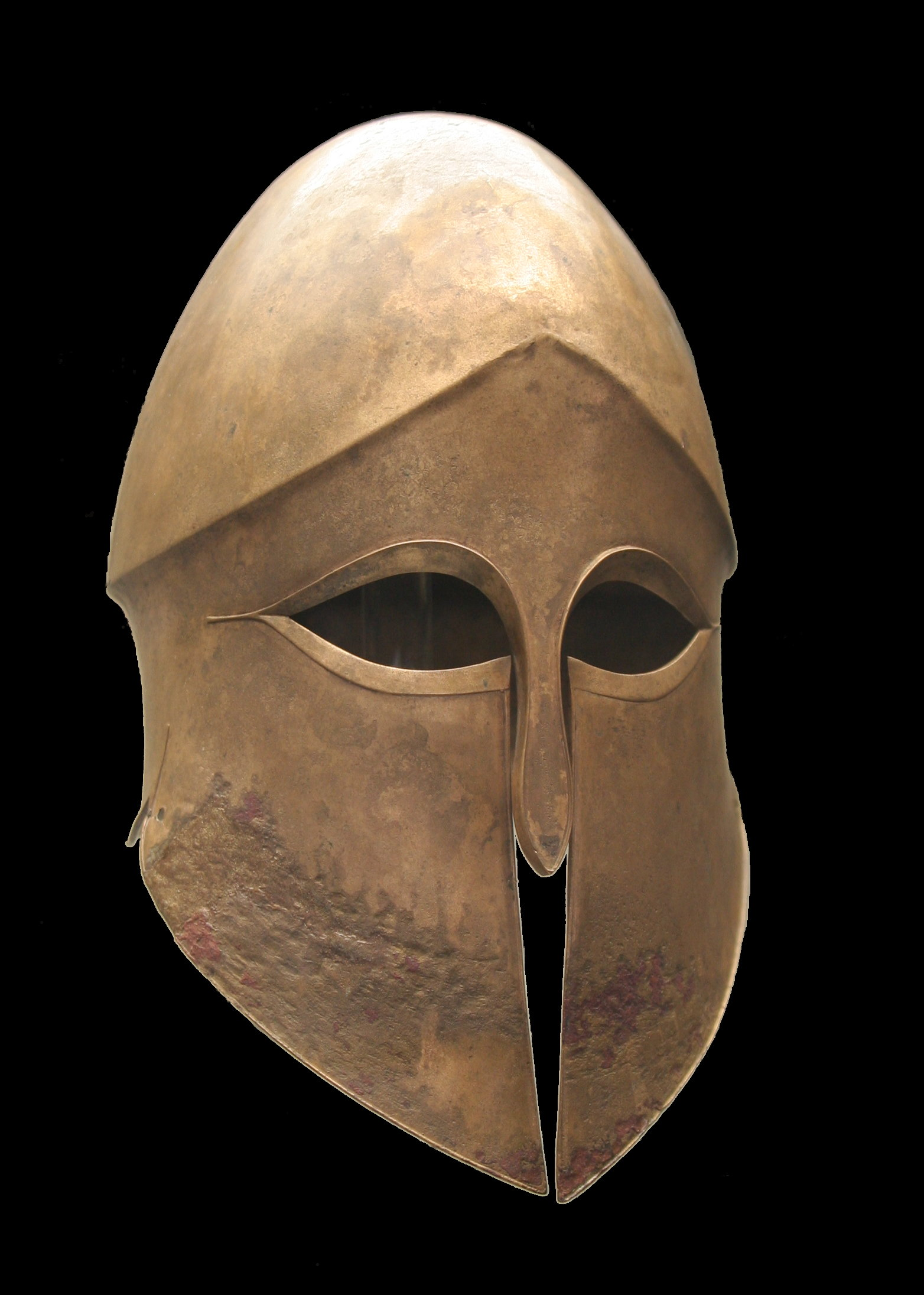
Коринфский шлем, V век до н.э.

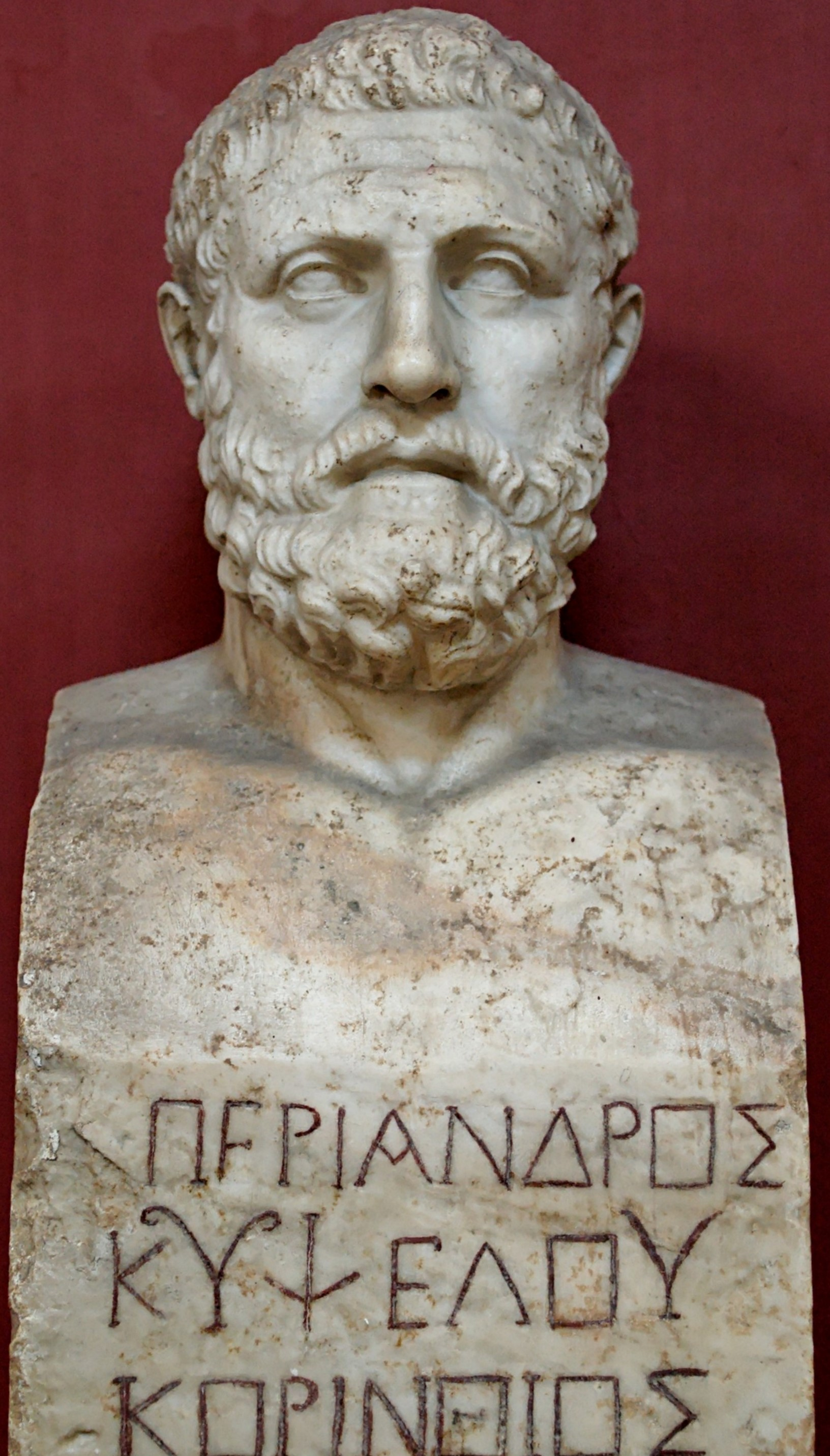
Периандр Надпись: ΠΕΡΙΑΝΔΡΟΣ ΚΥΨΕΛΟΥ ΚΟΡΙΝΘΙΟΣ (Периандр, Кипсела [сын], Коринфский)

Позже, в классический период, город соперничал с Афинами и Фивами в торговле и контролем над перевозками через перешеек. Коринф оставался крупнейшим поставщиком чернофигурной керамики в другие города всего греческого мира до середины VI века до н. э., когда лидерство перешло к Афинам. На акрополе находился главный храм, посвящённый богине Афродите; по некоторым источникам, при храме состояло более тысячи жриц (иеродул). В Коринфе проходили Истмийские игры.
В VII веке до н. э., во время правления тирана Кипсела (657—627 до н. э.) и его сына Периандра (627—585 до н. э.), Коринф основал колонии: Эпидамн (современный Дуррес в Албании), Сиракузы, Амбрасию (современный Левкас), Керкею (современный Корфу) и Анакторий (Акций). Периандр также заложил Аполлонию (современный Фиер в Албании) и Потидею на полуострове Халкидики. С целью увеличения объёма торговли с Египтом Коринф в числе девяти городов участвовал в создании колонии Навкратида в Египте в правление фараона XXVI династии Псамметиха I.

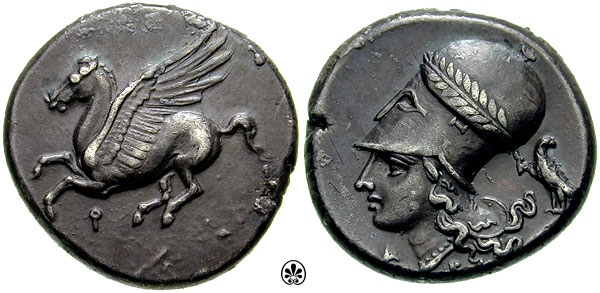
Коринфский статер. Лицевая сторона: Пегас, под ним Коппа. Коппа — первый символ в архаичном написании названия города (όρινθος). Оборот: Афина в коринфском шлеме.

Периандра иногда относят к семи мудрецам. В его правление были отчеканены первые коринфские монеты, впервые была предпринята попытка создать канал через Истмийский перешеек, который позволил бы кораблям попадать напрямую из Коринфского в Саронический залив. Проект так и не был претворён в жизнь в связи с трудностями его технического осуществления, однако вместо канала был создан Диолк — волок через Коринфский перешеек. Золотым веком Коринфа была эпоха Кипселидов, закончившаяся с правлением племянника Периандра Псамметиха, названного в честь египетского фараона-эллинофила Псамметиха I. Псамметих был убит в ходе заговора, на третьем году своего правления, и в Коринфе установился олигархический строй.

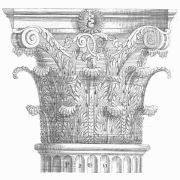
Капитель коринфского ордера

В этот период сложился коринфский ордер, третий ордер классической древнегреческой архитектуры после ионического и дорийского. Конструкция его капители была самой сложной и пышной из трёх, отражая богатство и расточительный образ жизни граждан полиса, в отличие от строгости и простоты дорийского ордера, соответствующей правилу жизни спартанцев (коринфяне, как и спартанцы, были дорийцами), между тем как ионический ордер выражал равновесие между первыми двумя ордерами, воплощая идею меры у ионийцев.
Тогда же появилась поговорка: «οὐ παντὸς πλεῖν ἐς Κόρινθον» (ou pantos plein es Korinthon), что буквально переводится как «Не всякому плавать в Коринф» — жизнь в городе была очень дорогой. Город был знаменит храмом, посвящённом богине любви Афродите; жрицы храма обслуживали богатых торговцев и влиятельных государственных лиц в городе или путешествуя с ними за его пределы. Наиболее известная из них, Лаиса, имела славу одарённой выдающимися способностями в своём деле и взимающей наибольшую плату за свои услуги.
Городу принадлежали два порта, один на берегу Коринфского, другой — Саронического залива, открытые для торговых путей, соответственно, западного и восточного Средиземноморья. Через Лехей, находившейся на берегу Коринфского залива, осуществлялась связь с западными колониями (ἀποικία — выселение) и Великой Грецией, а в Кенхреи приходили корабли из Афин, Ионии, Кипра, и областей Леванта. В обоих гаванях имелись доки для содержания большого флота города-государства.
Город принимал участие в греко-персидских войнах, 40 кораблей Коринфа сражались в битве при Саламине под командованием адмирала Адиманта; город выставил 5.000 гоплитов (носивших характерные коринфские шлемы) к последующей битве при Платеях. Однако затем город стал союзником Спарты по Пелопоннесскому союзу, направленному против Афин. Одним из поводов к Пелопоннесской войне, разразившейся в 431 году до н. э., был спор между Афинами и Коринфом за обладание колонией последнего Керкеей (Корфу), а спор, в свою очередь, явился результатом традиционного торгового соперничества двух городов.
После окончания Пелопонесской войны Коринф и Фивы, бывшие союзники Спарты по Пелопоннесскому союзу, не желая гегемонии Спарты, начали против неё войну, получившую название Коринфской. В конфликте полисы Пелопоннеса ослабли настолько, что не смогли в дальнейшем противостоять ни установлении тирании (в Коринфе — тирания Тимофана), ни вторжению македонян с севера, царь которых, Филипп II Македонский, встал во главе созданного им Коринфского союза, объединившего под своей эгидой всю Грецию для предстоящей войны с Персией. Но только сын Филиппа, Александр, стал первым полководцем союза. В Коринфе располагался македонский гарнизон.
В 243 г. до н. э. Коринф вошёл в состав Ахейского союза, изгнав македонян, но в 223 г. до н. э. снова должен был принять македонский сторожевой отряд.
В IV веке до н. э. в Коринфе жил киник Диоген Синопский.

### Римское время

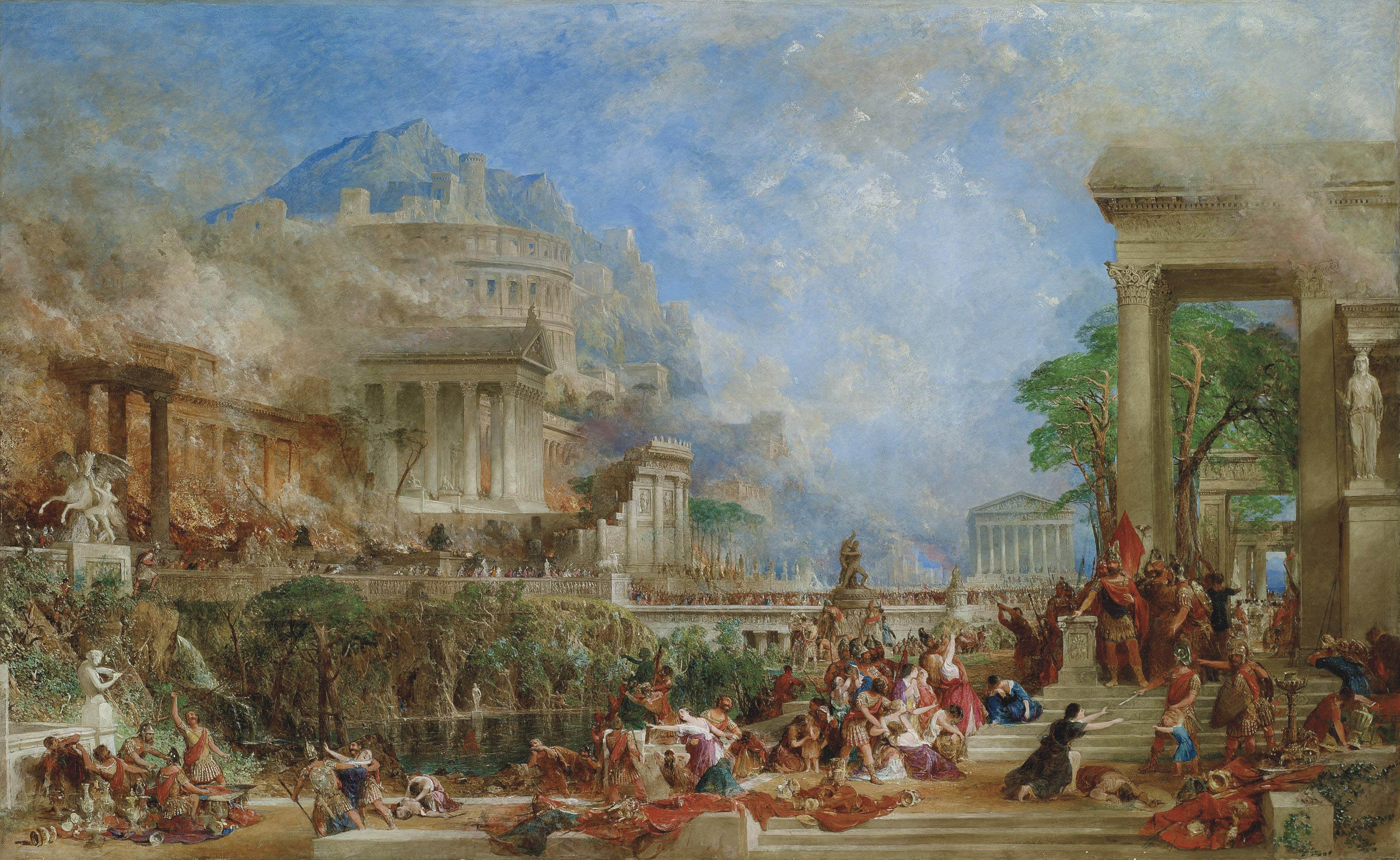
Уничтожение Коринфа римлянами в 146г до н.э. Картина T.Allom, 1870г.

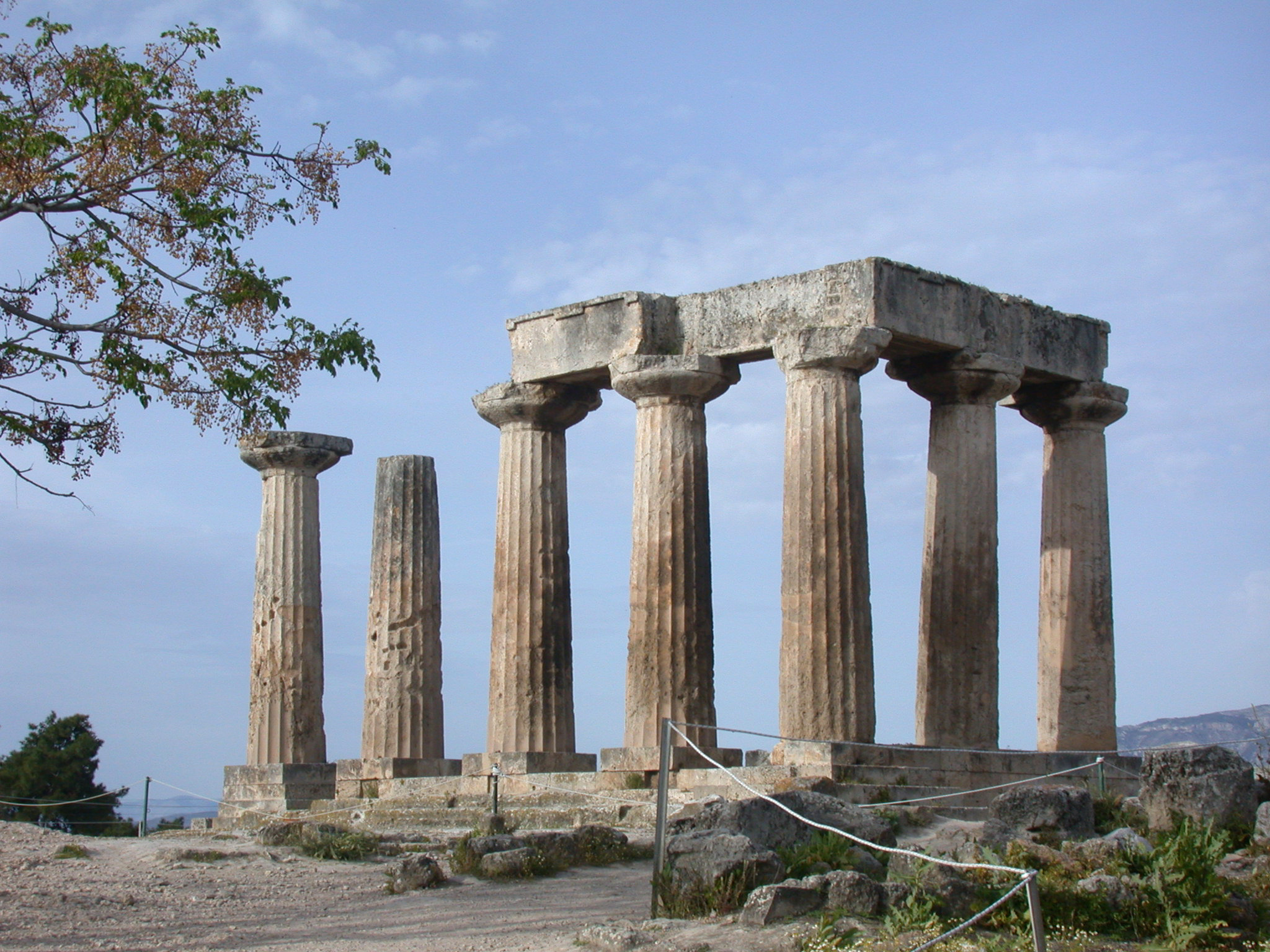
Храм Аполлона в Коринфе

Военачальник Римской республики Луций Муммий Ахейский уничтожил город после осады в 146 году до н. э.; войдя в Коринф, Муммий предал мечу мужчин, а женщин и детей продал в рабство и поджёг город. За победу над Ахейским союзом он и получил когномен Ахейский.

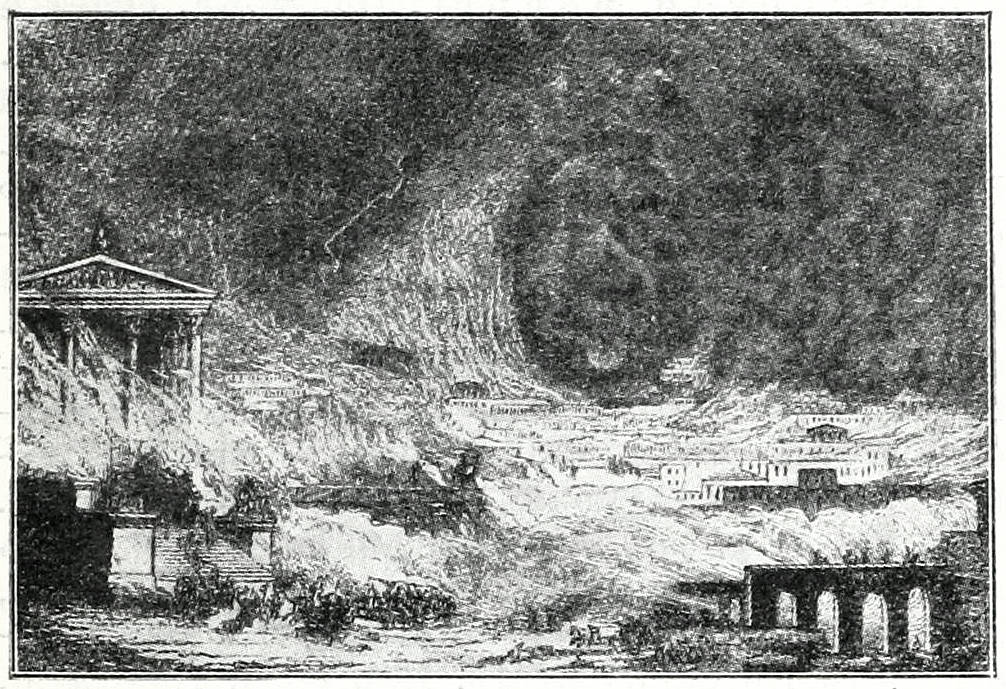
Разрушение Коринфа

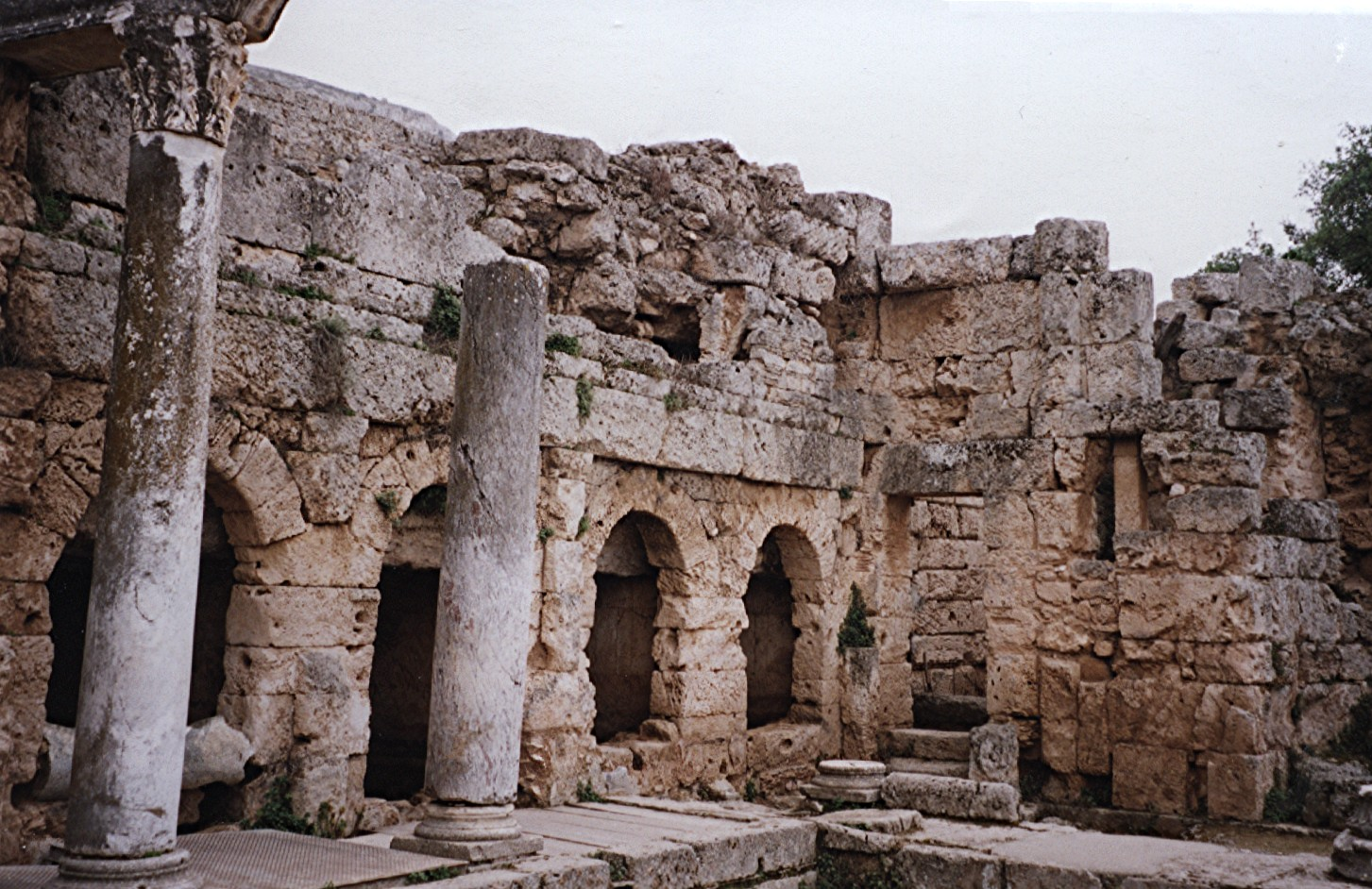
Римские бани в Коринфе

Археологические свидетельства говорят о том, что и после опустошения здесь существовало небольшое поселение, до тех пор, пока в 44 году до н. э., незадолго до своей смерти, Юлий Цезарь воссоздал город под именем Colonia laus Iulia Corinthiensis. Аппиан пишет о том, что новыми поселенцами были римские вольноотпущенники. Позже Коринф был местопребыванием правительства провинции Ахея (по Деяниям Апостолов 18:12-16). Город отличался богатством, а население — порочными нравами и любовью к роскоши. Население было смешанным и состояло из римлян, греков и иудеев.
Когда апостол Павел первый раз приехал в Коринф в 51 или 52 году, проконсулом Ахеи был Галлион, старший брат Луция Аннея Сенеки. Павел провёл в городе восемнадцать месяцев (см. Деяния Апостолов 18:1-18). Здесь он познакомился с Акилой и Прискиллой, вскоре после его отъезда в город прибыл Аполлос из Эфеса. Хотя Павел намеревался посетить Коринф во второй раз перед поездкой в Македонию, обстоятельства сложились так, что он поехал из Троады в Македонию, а затем уже прибыл в Коринф, чтобы коринфская христианская община «вторично получила благодать» (см. Второе послание к Коринфянам 1:15), на этот раз на три месяца (по Деяниям Апостолов 20:3). Во время этого визита, предположительно весной 58 года, Павел написал Послание к Римлянам.
Павел также был автором двух посланий к христианской общине Коринфа; в первом послании отмечается сложность существования христианского сообщества в этом многонациональном городе.

### Византийское время

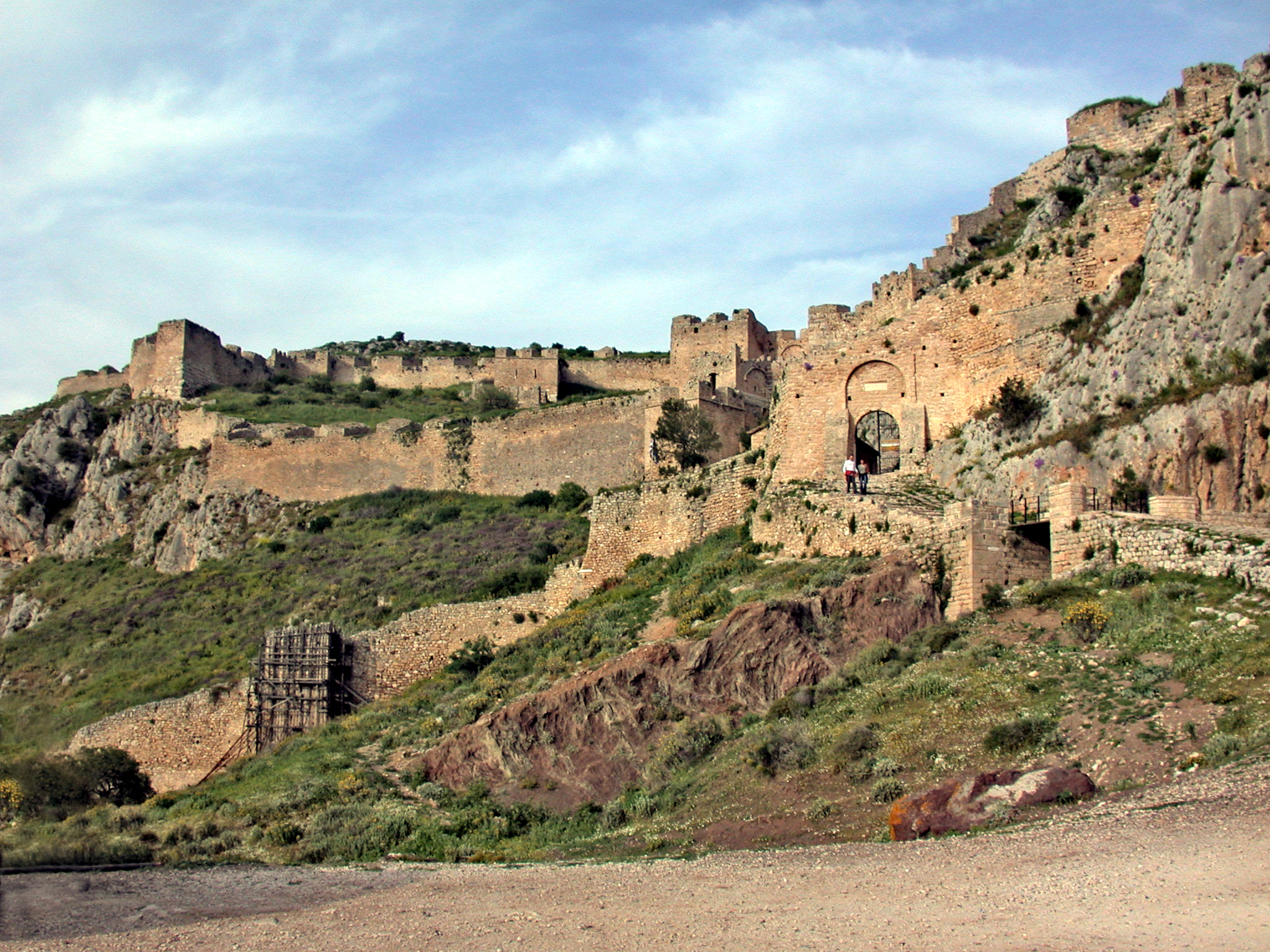
Акрокоринф

Коринф был разрушен землетрясениями 375 и 551 годов. Аларих I во время вторжения в Грецию 395—396 разграбил город, а многих жителей продал в рабство. При Юстиниане I от Саронического к Коринфскому заливу была построена каменная стена, защищавшая город и весь Пелопоннес от вторжений с севера. Длина сооружения, названного Экзамилионом, была равна примерно десяти километрам. В то время в Коринфе находилась администрация фемы Эллада, примерно совпадавшей по территории с современной Грецией. В XII веке, при династии Комнинов город разбогател на торговле шёлком со странами западной Европы, богатство города привлекло сюда Рожера Сицилийского, разорившего Коринф в 1147 году.

### Ахейское княжество
В 1204 году Жоффруа I Виллардуэн, племянник знаменитого историка Четвёртого Крестового похода, носившего то же имя, после падения Константинополя, получил титул князя Ахейского, и Коринф отошёл ему во владение. На протяжении 1205—1208 годов власти западноевропейских рыцарей противостояли коринфяне, засевшие в цитадели Акрокоринфа под командованием греческого военачальника Леона Сгуроса. Предводителем крестоносцев был француз Гийом Шамплитт. В 1208 году Леон Сгурос покончил с собой, сбросившись на лошади со стены Акрокоринфа, однако коринфяне продолжали борьбу до 1210 года.
После слома сопротивления Коринф вошёл в состав Ахейского княжества, которым правили Виллардуэны из своей столицы Андравиды, расположенной в области Элида. Коринф был ближайшим из значимых городов к границе с другим государством крестоносцев, Афинским княжеством.
В 1395 году, в результате войны между Ахейским княжеством и Византийской империей, Коринф вновь перешёл в состав Византии.

### В Османской империи
В 1458 году, пятью годами после падения Константинополя, город с его мощным замком был завоеван Османской империей. Во время Греческой войны за независимость (1821—1830) город полностью разрушили турецкие войска. В 1832 году город Коринф, согласно Лондонскому соглашению, вышел из состава Османской империи. В 1833 году город рассматривался как один из кандидатов на статус столицы Греческого королевства, чем был обязан своему историческому значению и выгодному стратегическому положению. Тем не менее, столицей стало незначительное в то время поселение — Афины.

## Современный Коринф

Вид на древний Коринф. Фото 1890-х гг.

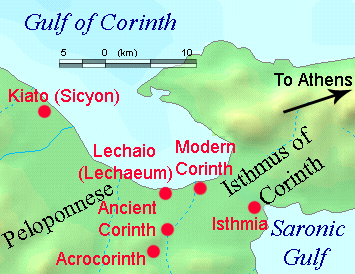
Соположение древнего (Ancient Corinth) и современного Коринфа (Modern Corinth)

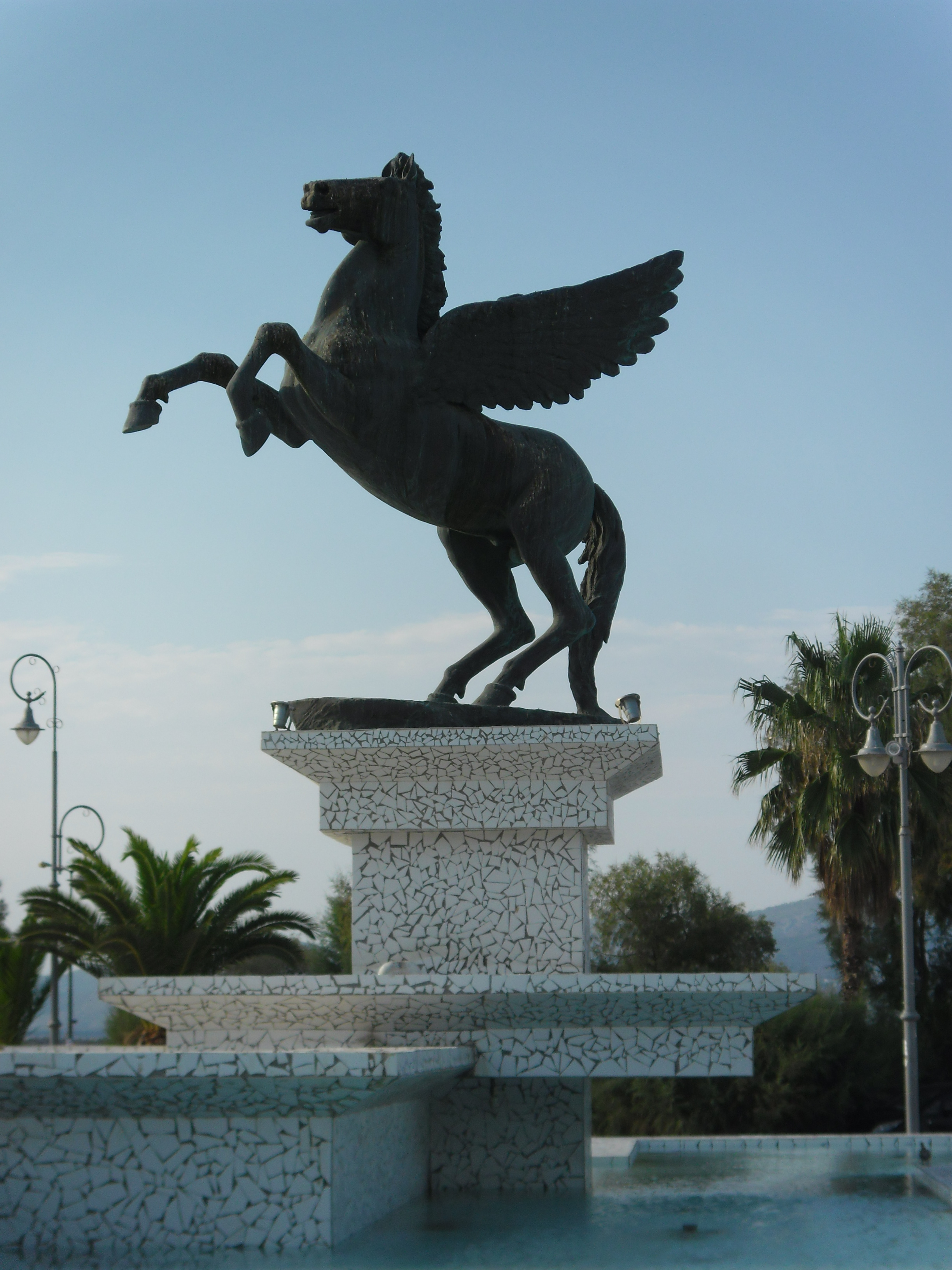
Скульптура Пегаса на набережной современного Коринфа

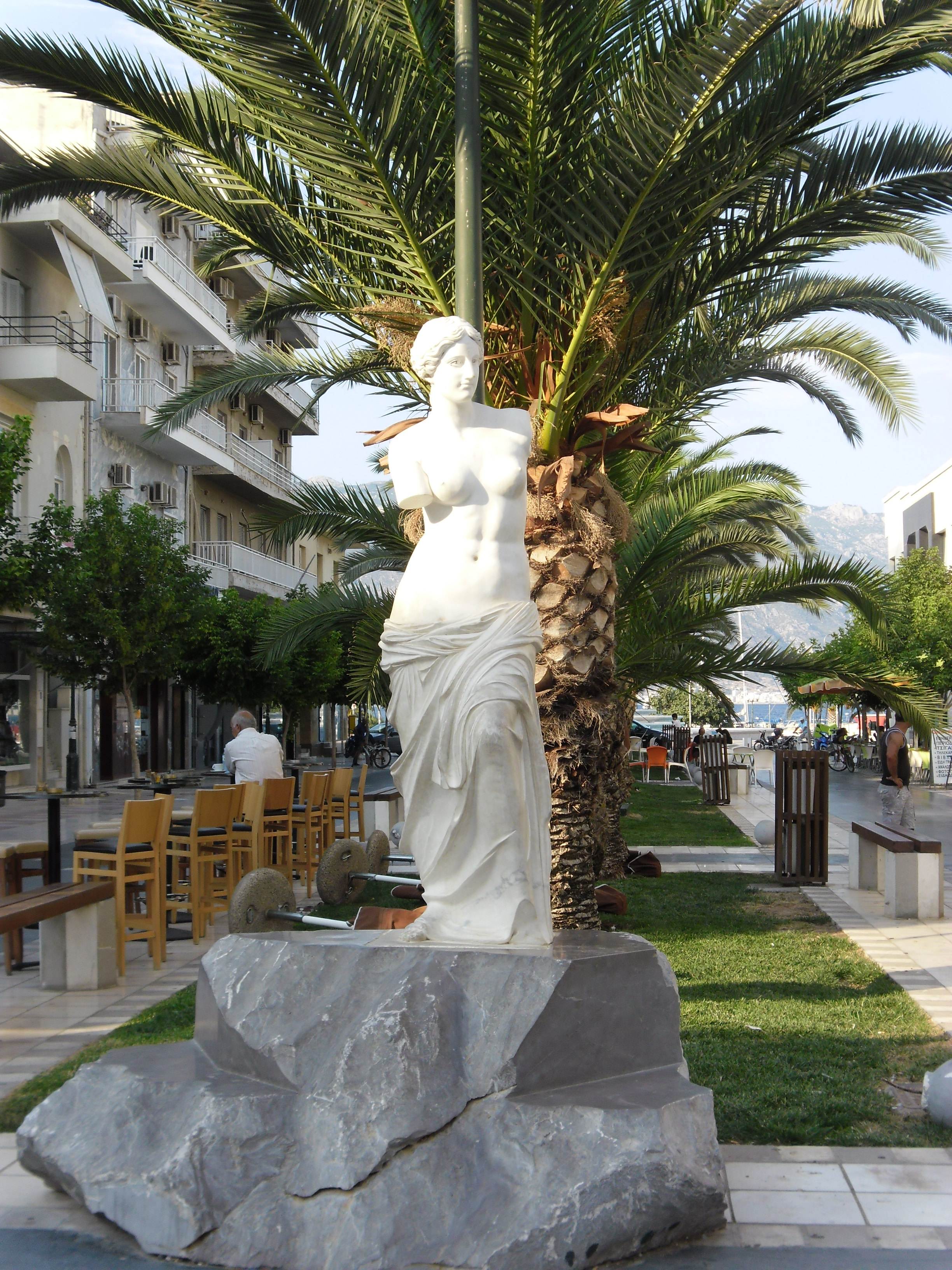
Улица современного Коринфа

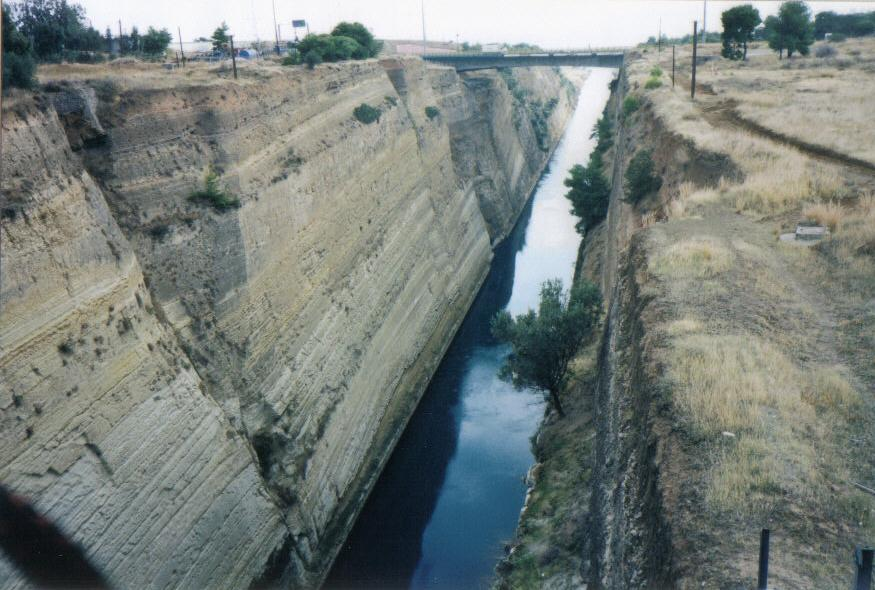
Коринфский канал

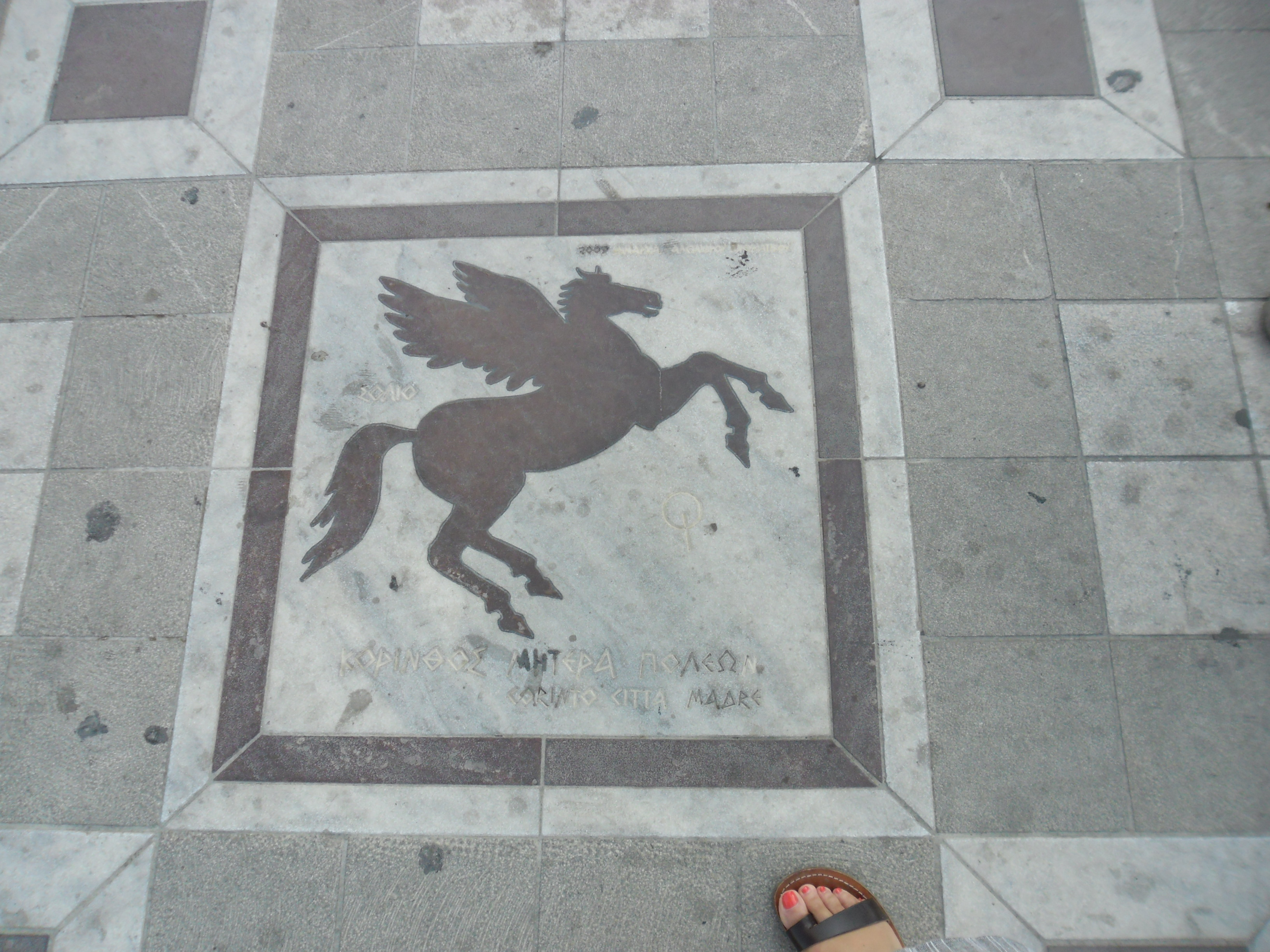
Фрагмент мостовой современного Коринфа

В 1858 году старый город, расположенный на месте древнего Коринфа, полностью разрушило землетрясение, ныне это деревня Архея-Коринтос («Древний Коринф»). Новый город основан в 6 км к северо-востоку на побережье Коринфского залива.
Коринф третий по населённости город в периферии Пелопоннес после Каламаты и Патр,население которой — 53 659 человек (2001). По переписи 1991 года в городе проживало 28 071 человек, по переписи 2001 года — 30 434 человека, по переписи 2011 года — 30 176 человек. В период с 1981 по 1991 годы прирост населения здесь был одним из самых высоких в стране.
Население общины Коринф по переписи 2011 года составляет 58 192 человек. К общине относятся поселения: деревня Архея-Коринтос, расположенная в 6 км от центра нового города, у подножья скалы Акрокоринф, на месте античного и средневекового Коринфа, с населением 1939 человек, Эксамилия (1810), Ксилокериза (849), Соломос (743) и другие.
Благодаря своему положению на перешейке, соединяющему Пелопоннес и остальную Грецию, Коринф — узловой транспортный центр. Коринфский канал, пересекая Истмийский перешеек, обеспечивает водное транспортное сообщение между западным Средиземноморьем и Эгейским морем. С севера к городу примыкает порт, обеспечивающий потребности местной промышленности и сельского хозяйства, в основном экспортирует товары.
Коринф является и крупным промышленным центром. Нефтеперерабатывающий комплекс, считающийся одним из крупнейших в восточном Средиземноморье, расположен в 12 километрах к северо-востоку от города. Среди продукции предприятий — медные кабели, продукция нефтеперерабатывающей промышленности, медицинское оборудование, мрамор, гипс, керамическая плитка, соль, минеральные воды и напитки, мясная продукция и камедь. К настоящему времени начался процесс деиндустриализации, своё производство свернули предприятия бумажного комплекса, текстильная фабрика и завод по упаковке мясных продуктов.

### Музеи Коринфа
Историко-фольклорный музей — основан с целью поиска, сохранения и отображения фольклорных материалов, а также для распространения соответствующих знаний и информации среди широкой общественности. Его богатые коллекции (начало XIX—XX вв.) включают женские и мужские костюмы из многих регионов Греции, вышивку, тканые, серебряные изделия, изделия из металла и резьбу по дереву, а также сельскохозяйственные инструменты и бытовую утварь.
Экклезиастический музей — основан в 1971 году митрополитом Коринфом Пантелеймонасом для размещения икон и церковных реликвий, которые являются частью местной церковной истории.
Муниципальная художественная галерея — открыта 21 сентября 1998 года. Основу собрания составили картины Сотириса Пиланиноса, который пожертвовал свою коллекцию для создания галереи на родине. В галерее представлены как работы самого художника, так и ряд важных работ известных художников из его личной коллекции. Среди его работ выделяется отмеченная наградами «Молитва о голоде», «Богатый и бедный», «Неизвестный солдат». В галерее проводятся периодические выставки художников.

## Население
| Год  | Население, человек |
| ---- | ------------------ |
| 1991 | 28 071             |
| 2001 | 30 434             |
| 2011 | ↘ 30 176           |